# Hilary & Jackie
Hilary & Jackie ist ein 1998 gedrehter Spielfilm von Anand Tucker. Der Film beschreibt die komplizierte Beziehung zwischen der Cellistin Jacqueline du Pré und ihrer älteren Schwester, der Flötistin Hilary. Er schildert Jacquelines Aufstieg zu Weltruhm, ihre Affäre mit Hilarys Ehemann, dem Dirigenten Christopher „Kiffer“ Finzi, und ihre Erkrankung an multipler Sklerose.

## Hintergrund
Frank Cottrell Boyce, von dem das Drehbuch stammt, und der Regisseur Anand Tucker sprachen zunächst ein Jahr lang mit zahlreichen Menschen, die Jacqueline du Pré gekannt hatten, darunter ihre Geschwister Hilary und Piers du Pré, die zu dieser Zeit an einem biografischen Buch über ihre früh verstorbene Schwester arbeiteten. Nach zahlreichen Diskussionen zwischen Cottrell Boyce und Tucker über die Frage, wie der Film angelegt sein sollte, fragte Cottrell Boyce: „Warum zeigen wir nicht einfach, wie es sich anfühlt, Hilary zu sein, und dann, wie es sich anfühlt, Jackie zu sein?“ So entstand ein Film, der die schwierige, von Liebe ebenso wie von Konkurrenz geprägte Beziehung zwischen den beiden Schwestern aus wechselnder Perspektive schildert. Während er am Anfang Hilarys Blickpunkt einnimmt, steht Jackie während der Zeit ihrer Krankheit im Mittelpunkt des Geschehens.
Das Buch von Hilary und Piers du Pré mit dem Titel A Genius in the Family erschien Ende 1997, der Film Hilary & Jackie kam ein Jahr später in die Kinos. Im Gegensatz zu dem Buch beansprucht der Film nicht, die biografischen Tatsachen unverfälscht wiederzugeben. Teile der Handlung sind erfunden.

## Handlung
Schon als Kinder sind die Schwestern Hilary und Jackie sehr eng miteinander verbunden und zeigen beide ein außergewöhnliches musikalisches Talent. Hilary ist später als Musikerin nur mäßig erfolgreich und entscheidet sich, eine Familie zu gründen. Jackie erntet in ihrer Karriere als Cellistin bald internationalen Ruhm. Sie geht auf Tournee durch Europa, ohne darin Erfüllung zu finden.
Obwohl sie mit Daniel Barenboim verheiratet ist, besucht sie ihre Schwester Hilary in deren Landhaus und gesteht ihr, sie wünsche sich eine Affäre mit Hilarys Mann, den sie auch zu verführen versucht. Als Jackie einen Nervenzusammenbruch erleidet, erlaubt Hilary ihrer Schwester eine intime Begegnung mit ihrem Mann in der Hoffnung, Jackie könne dadurch stabilisiert werden. Die Affäre verkompliziert jedoch die emotionalen Beziehungen und belastet die Beteiligten. Schließlich bittet Hilary Jackie, ihr Haus zu verlassen.
Im Alter von 28 Jahren wird bei Jackie multiple Sklerose diagnostiziert. Mit fortschreitender Krankheit verliert sie die Fähigkeit, Cello zu spielen. Sie findet heraus, dass ihr Mann, der weltweit als Dirigent unterwegs ist, eine Affäre mit einer anderen Frau hat. Der Film endet mit einem versöhnlichen Besuch Hilarys bei ihrer Schwester. Auf der Heimfahrt hört Hilary im Autoradio die Nachricht von Jackies Tod.

## Auszeichnungen
Emily Watson („Beste Hauptdarstellerin“) und Rachel Griffiths („Beste Nebendarstellerin“) wurden beide für einen Oscar nominiert. Emily Watson wurde weiterhin für einen Golden Globe als beste Hauptdarstellerin in einem Drama nominiert sowie für einen BAFTA Award, bei denen der Film in insgesamt 5 Kategorien nominiert war, jedoch leer ausging.

## Kritik
Der Cellist Julian Lloyd Webber kritisierte zusammen mit Yehudi Menuhin, Itzhak Perlman, William Pleeth, Mstislaw Rostropowitsch und Pinchas Zukerman den Film ebenso wie das Buch der Geschwister du Pré in einem Protestbrief, der am 20. Januar 1999 in der Times erschien. „Das ist nicht die Jacqueline du Pré, die wir als ihre Freunde und Kollegen kannten“, schrieben sie. Der Film verzerre das tragische Schicksal und die Persönlichkeit der Musikerin. Er stelle ihre Affäre mit dem Mann ihrer Schwester unangemessen in den Mittelpunkt und stelle sie als egoistisch, verwöhnt und manipulierend dar. Hilary du Pré verteidigte den Film am nächsten Tag im Guardian. Sie schrieb, der Grund für die Empörung sei „nicht zu wenig Wahrheit, sondern zu viel Ehrlichkeit“.
Daniel Barenboim distanzierte sich von dem Film, der Jacqueline du Pré als psychisch instabil beschreibt und auch ihre Ehe nicht im besten Licht erscheinen lässt, mit den Worten: „Konnten sie damit nicht warten, bis ich tot bin?“ Selbst Hilarys Tochter Clare Finzi beschrieb den Film als „grobe Fehlinterpretation“.
In einer Rezension im Spiegel wurde bemängelt, dass der Film „in seinem Erzählkonzept keine klare Linie findet“. Der als differenziertes Beziehungsdrama angelegte Film wandle sich in eine „rührselige Leidensgeschichte“, ende als Melodram und sei insgesamt eine Seifenoper. Der Rezensent der Welt kam zu demselben Eindruck: Der Regisseur habe sich bemüht, mit allerlei filmischen Tricks „der Cellistinnen-Oper die Seife zu geben“. Das Werk sei „(k)ein Film über die Cellistin Jacqueline du Pré“ und ein „Voyeurstück“.

## Nachweise
1. ↑  Anand Tucker and Rachel Griffiths Tell All About “Hilary and Jackie” indiewire.com, 15. Januar 1999.
2. 1 2 3  "Hilary & Jackie": Jacqueline du Pré als Seifenopern-Star spiegel.de, 5. August 1999.
3. ↑  Hilary & Jackie – Auszeichnungen und Nominierungen bei IMDb
4. ↑  Stephen Moss: Du Pré sister defends film theguardian.com, 21. Januar 1999.
5. ↑  Musikskandal: Heilige Sünderin spiegel.de, 1. Februar 1999.
6. ↑  Luisa Dillner: The Complete Book of Sisters. Faber & Faber, 2010, ISBN 978-0-571-27452-9, S. 61 (englisch, google.de [abgerufen am 19. Juni 2022]).
7. ↑  Lieb' Schwesterlein, magst ruhig sein welt.de, 4. August 1999.